# Saint-Maurice-les-Brousses
Saint-Maurice-les-Brousses är en kommun i departementet Haute-Vienne i regionen Nouvelle-Aquitaine i västra Frankrike. Kommunen ligger i kantonen Nexon som tillhör arrondissementet Limoges. År 2022 hade Saint-Maurice-les-Brousses 1 041 invånare.

## Befolkningsutveckling
Antalet invånare i kommunen Saint-Maurice-les-Brousses
| Referens: INSEE |